# Lisbon (Luizjana)
Lisbon – wieś w Stanach Zjednoczonych, w stanie Luizjana, w parafii Claiborne.